# Witi Ihimaera
Witi Tame Ihimaera Smiler (Gisborne, 1944), conocido como Witi Ihimaera, es un escritor, profesor y diplomático neozelandés en inglés y maorí.
Empezó a trabajar como diplomático de Nueva Zelanda en 1973 y trabajó en Canberra, Nueva York, y Washington hasta 1989, aunque mientras también le concedieron becas para la Universidad de Otago y la Universidad de Victoria de Wellington (donde se licenció en artes). En 1990, comenzó a trabajar como profesor adjunto en la Universidad de Auckland.
Escritor prolífico, casi toda su obra son cuentos o novelas, sus obras más importantes son Tangi, Pounamu, Pounamu, y The Whale Rider (que más tarde pasarían al cine). Sus historias cuentan la vida cotidiana de la sociedad maorí actual.
Fue galardonado con el Orden del Mérito de Nueva Zelanda por su aporte a la literatura en 2005.